# دانيل بورلي ولفول
دانيل بورلي ولفول (بالإنجليزية: Daniel Burley Woolfall)‏، من مواليد 15 يونيو 1852 في إنجلترا وتوفي في 24 أكتوبر 1918.
يعتبر ولوفول الرئيس الثاني للإتحاد الدولي لكرة القدم، وقد رأس الاتحاد منذ عام 1906 وحتى عام 1918.

## روابط خارجية
- دانيل بورلي ولفول على موقع أوليمبيديا (الإنجليزية)